# ショウロ科
ショウロ科（ショウロか、Rhizopogonaceae）は真正担子菌綱イグチ目の菌類。この仲間は球形、地下生のものが多い。代表的な種類はショウロ。2属151種が存在するとされる（Rhopalogasterは単型）。ショウロ科に含められていたFevansiaは、分子学的系統解析の結果、ベニタケ目ニンギョウタケモドキ科へ編入された。
トリュフとして知られるセイヨウショウロは名前こそ似ているが、子嚢菌門盤菌綱チャワンタケ目セイヨウショウロ科のキノコの総称であり、非常に離れた関係になっている。
また、ニセショウロの名が付く一群のきのこがあるが、これは担子菌門真正担子菌綱イグチ目ニセショウロ科のキノコである。セイヨウショウロ科から比べれば近い関係ではあるが関係性は低い。